# Cheilotrichia pubescens
Cheilotrichia pubescens är en tvåvingeart som först beskrevs av Alexander 1913.  Cheilotrichia pubescens ingår i släktet Cheilotrichia och familjen småharkrankar.
Artens utbredningsområde är Guatemala. Inga underarter finns listade i Catalogue of Life.